# Henri Daydé
Pour les articles homonymes, voir Daydé (homonymie).
Marie Joseph Constant Henri Daydé, né le 27 avril 1847 à Cenne-Monestiés et mort le 13 novembre 1924 à Paris est un ingénieur et industriel français.

## Biographie
Henri Daydé est le fils de Louis Paulin Daydé (1805-?) et de Marie Mir (1812-1874). Il se marie, le 4 octobre 1887, à Paris avec Pauline Augustine Blanche Jourdier (1865-1936).
Henri Daydé est diplômé de l'École des arts et métiers de Châlons-sur-Marne et fondateur de la société de construction métallique Daydé qui participa notamment à la construction du Grand Palais et les ponts de Bir-Hakeim et Mirabeau à Paris.
Chevalier de la Légion d'honneur, le 29 décembre 1886. Officier de la Légion d'honneur, le 29 décembre 1893. Commandeur de la Légion d'honneur, le 12 avril 1900.
Il fut propriétaire du château de Vauréal.